# الحسن بن سهل
أبو محمد الحسن بن سهل السرخسي، فارسي المولد من وزراء الخليفة المأمون وولاته وقواده، وأخو الفضل بن سهل المعروف بذي الرياستين وابنته هي بوران زوجة المأمون.